# Женская сборная Индии по кабадди
Женская национальная сборная Индии по кабадди — представляет Индию на международных соревнованиях по кабадди. Управляющей организацией является Любительская федерация кабадди Индии (англ. Amateur Kabaddi Federation of India).

## Результаты выступлений

### Чемпионаты мира (круговой стиль)
| Год  | Победы | Ничьи | Поражения | Место |
| ---- | ------ | ----- | --------- | ----- |
| 2012 | 6      | 0     | 0         | 1     |
| 2013 | 5      | 0     | 0         | 1     |
| 2014 | 5      | 0     | 0         | 1     |
| 2016 | 5      | 0     | 0         | 1     |

### Азиатские игры
| Год  | Победы | Ничьи | Поражения | Место |
| ---- | ------ | ----- | --------- | ----- |
| 2010 | 5      | 0     | 0         | 1     |
| 2014 | 4      | 0     | 0         | 1     |
| 2018 | 5      | 0     | 1         | 2     |